# 福島郡
福島郡（日语：／ Fukushima gun */?）為過去日本北海道渡島國轄下的郡，轄區為現在的福島町。已於1881年與津輕郡合併為松前郡。

## 沿革
- 1869年8月15日：北海道設置11國86郡，渡島國福島郡成立。
- 1881年：與津輕郡合併為松前郡。